# West Yorkshire Police
La West Yorkshire Police est la force de police territoriale chargée de surveiller le Yorkshire de l'Ouest en Angleterre. Elle est la quatrième force en importance en Angleterre et au pays de Galles en nombre d'officiers, avec 5 671 agents.

## Histoire
La West Yorkshire Police a été créée en 1974 lorsque la police de Leeds et la police de Bradford ont été fusionnées en vertu d’une loi de 1972 sur la West Yorkshire Constabulary (elle-même créée en 1968 et couvrant une superficie beaucoup plus grande). La force était à l'origine connue sous le nom de West Yorkshire Metropolitan Police. Certains panneaux plus anciens autour du quartier de la QG, comme celui qui se trouvait à la réception du poste de police de Millgarth dans le centre-ville de Leeds, indiquaient West Yorkshire Metropolitan Police. Le «métropolite» du titre de police a été abandonné en 1986 avec l'abolition des comtés métropolitains. Le 21 mars 2006, le ministre de l'Intérieur avait proposé de fusionner la force avec la police du North Yorkshire, la police du South Yorkshire et la police de Humberside afin de constituer une force de police stratégique pour l'ensemble de la région. Ces plans sont actuellement [Quand ?] en cours d’examen et qui ne devrait pas avoir lieu dans un avenir prévisible.
Le 12 décembre 2006, Sir Norman Bettison a été nommé nouveau chef de la police, en remplacement de Colin Cramphorn, et a démissionné de ses fonctions le 24 octobre 2012. Il a été remplacé par le chef de police temporaire John Parkinson jusqu'à la nomination de Mark Gilmore en tant que chef de police le 1er février 2013.
En 2018, la police du West Yorkshire aurait perdu 400 agents sur ses 4 800 agents en raison de l'austérité.

## Structure organisationnelle
Aux fins opérationnelles, la police du West Yorkshire est divisée en cinq divisions géographiques appelées «districts de police». Le changement de nomenclature reflète celui d'avril 2014: alignement des limites des conseils sur les districts de police et réduction des divisions à Leeds (qui en comptait trois) et Bradford (qui en comptait deux), de sorte que chaque district de police était en conflit avec les limites de ses autorités locales respectives. Chaque district est composé d'aires de travail en partenariat (PWA), composées d'un inspecteur et de trois équipes de sergents, d'agents de police, d'agents spéciaux et de PCSO. Le premier commandant de la police du district de Bradford, le surintendant principal Simon Atkin, a été nommé en octobre 2013 dans le cadre des efforts en cours pour fusionner les deux divisions de police du district, tandis que la surintendante principale Angela Williams a été nommée à Calderdale.
| Identifiant | District   | Domaines de travail du partenariat | Commandant de district                  | Siège du district                                   |
| ----------- | ---------- | --- | --------------------------------------- | --------------------------------------------------- |
| LD          | Leeds      | Ville, Inner East, Inner North East, Inner North West, Inner South, Inner West, Outer East, Outer North East, Outer North West, Outer South, Outer West | Surintendant principal Steve Cotter     | Commissariat de police d'Elland Road, Beeston       |
| BD          | Bradford   | Bradford East, Bradford South, Bradford West, City, Keighley, Shipley                                                                                   | Surintendant principal Osman Khan       | Commissariat de police de Trafalgar House, Bradford |
| WD          | Wakefield  | Castleford, Normanton et Featherstone, Pontefract et Knottingley, Sud-Est, Wakefield Central, Wakefield North West, Wakefield Rural                     | Surintendant principal Paul Hepworth    | Commissariat de police de Havertop Lane, Normanton  |
| KD          | Kirklees   | Batley et Spen, Dewsbury et Mirfield, Huddersfield, Rural                                                                                               | Surintendante principale Julie Sykes    | Commissariat de police de Huddersfield              |
| CD          | Calderdale | Halifax Centre, Halifax Nord, Halifax Ouest, Vallée Nord, Vallée Nord Est, Vallée Sud, Vallée Sud Est, Vallée Ouest                                     | Surintendant principal Dickie Whitehead | Commissariat de police d'Halifax                    |

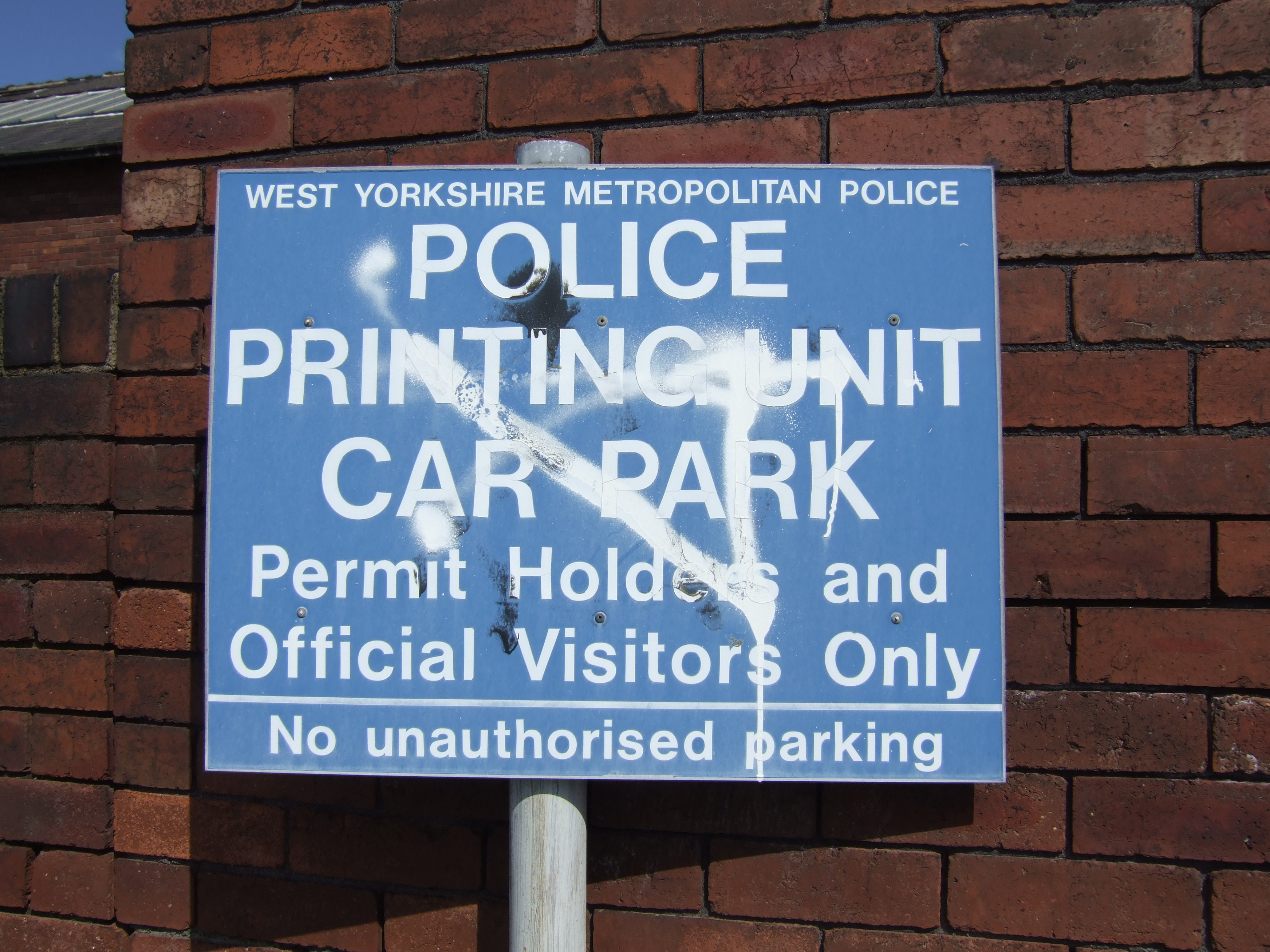
Relique de l'ancienne West Yorkshire Metropolitan Police - panneau trouvé près de l'ancien bâtiment de la police dans le centre-ville de Wakefield (maintenant supprimé)

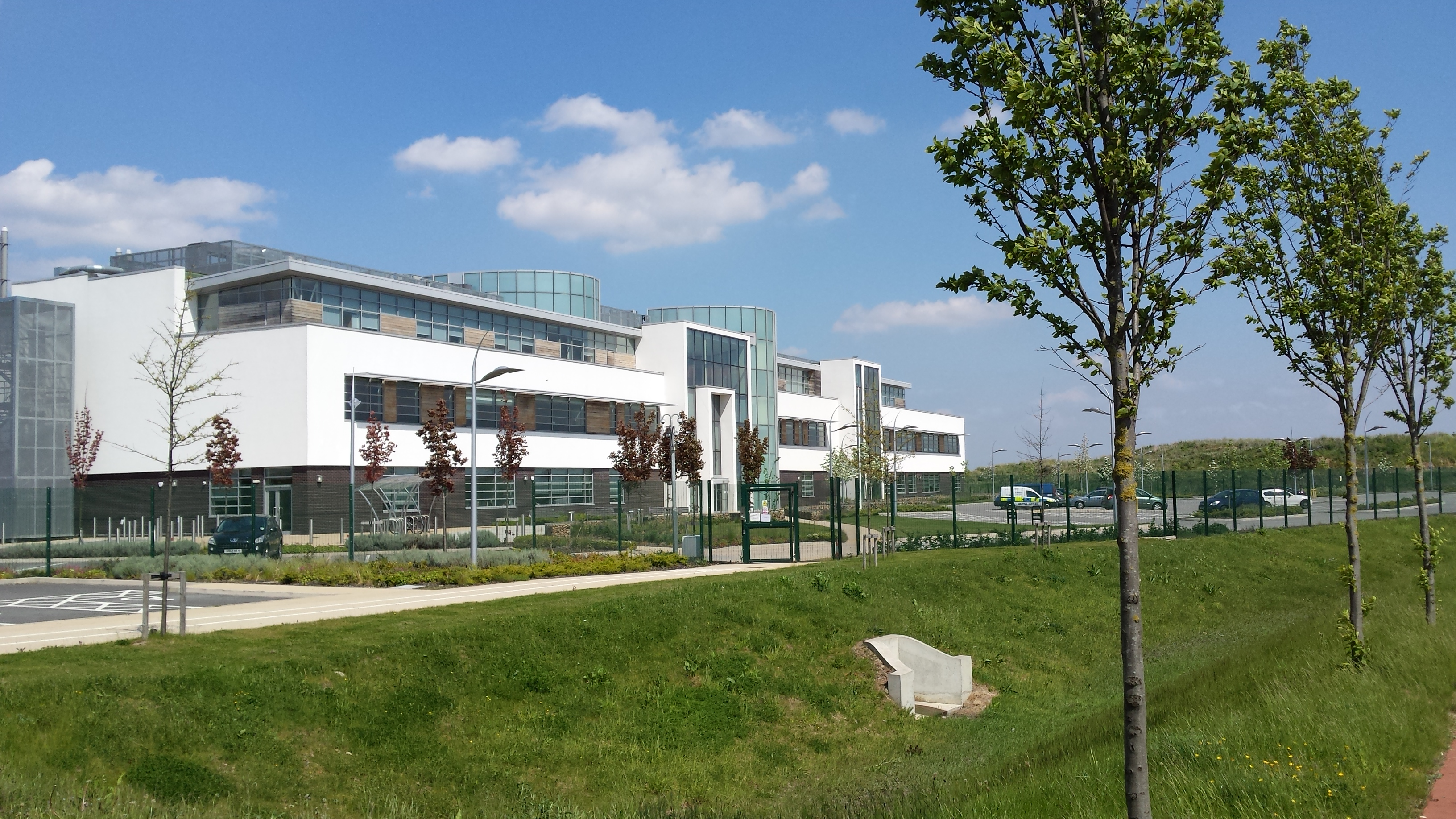
Photographie de Sir Alec Jeffreys Building de West Yorkshire Police à Calder Park, Wakefield, West Yorkshire.

Le siège général de la force est situé sur Laburnum Road au nord du centre-ville de Wakefield avec le centre d'apprentissage, de développement et d'opérations spécialisées de Carr Gate, Wakefield à la jonction 41 de l'autoroute M1 .
Le Sir Alec Jeffreys Building dans le Calder Park Business Estate (à la jonction 39 de l'autoroute M1) abrite le Yorkshire and the Humber Scientific Support Service et a été inauguré en mai 2012 par Sir Alec Jeffreys lui-même. La police du West Yorkshire est la force principale du soutien scientifique et fournit de tels services à la police du North Yorkshire, à la police du South Yorkshire et à la police de Humberside.

## Changement de domaine de la West Yorkshire Police

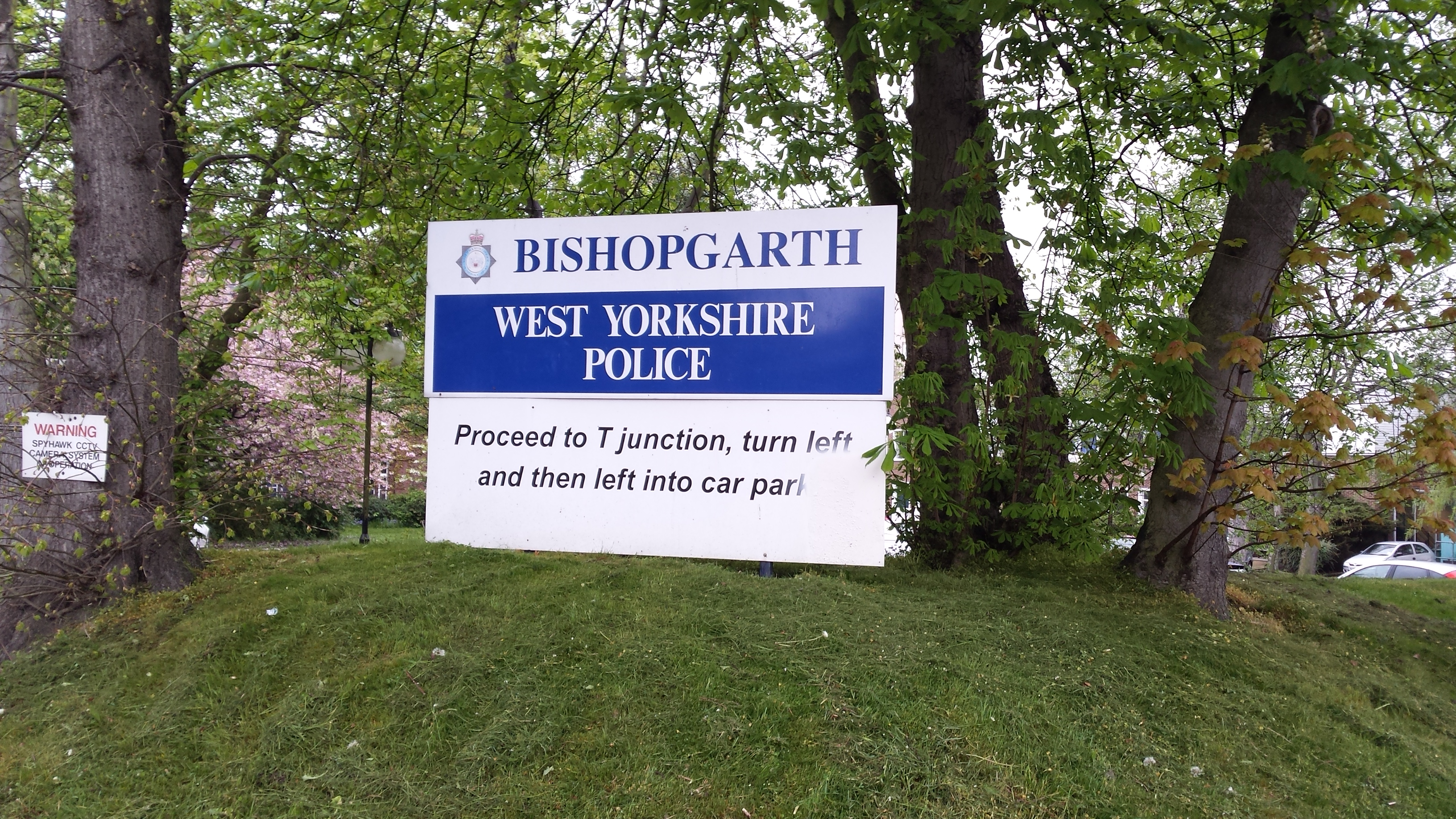
La panneau à l'extérieur de l'ancien centre de formation et de développement de la West Yorkshire Police, Bishopgarth, Wakefield.

L'actuel domaine de commissariats de police et d'autres bâtiments évolue avec la fermeture de certains bâtiments et l'ouverture de nouveaux bâtiments. En 2014, trois projets de financement privé ont été achevés et grâce aux ouvertures de ces nouveaux sites, un certain nombre de postes de police ont été fermés et vendus.

### Siège du district de Wakefield
Le siège du district de Wakefield est maintenant situé sur Havertop Lane, Normanton. La superficie totale est de 11 500 mètres carrés et propose des bureaux ainsi qu'une salle de détention de 35 cellules. Il est désormais opérationnel et les postes de police suivants sont en cours de fermeture et / ou de vente: 
- Commissariat de police de Wood Street, Wakefield[11].
- Commissariat de police de Normanton[12].
- Commissariat de police de Castleford[13]

### Siège du district de Leeds
Le nouveau siège du nouveau district de Leeds est opérationnel sur Elland Road, Beeston, Leeds. La superficie totale est de 12 500 mètres carrés et propose des bureaux ainsi qu'une suite de 40 cellules. Désormais opérationnel, le siège du district de Leeds remplacera les stations suivantes : 
- Commissariat de police de Millgarth, centre-ville de Leeds[14].
- Commissariat de police de Holbeck, Leeds[15].

### Centre de formation opérationnelle spéciale Carr Gate
Les installations de soutien opérationnel existantes à Carr Gate, à Wakefield, ont été agrandies et de nouveaux bâtiments construits, ce qui a centralisé la formation spécialisée de la force en un seul endroit. La nouvelle installation, qui totalise 20 000 mètres carrés, comprend les éléments suivants : 
- Centre de formation (réception, salles de classe, 3 gymnases, stockage et bureaux, etc.)
- Centre de formation de l'ordre public (zones de stockage, zones de discussion, grande salle d'instruction, salle de classe, arène de formation, etc.)
- Centre de formation des conducteurs
- Centre de formation aux armes à feu (100 m et deux champs de tir de 50 m, arsenal d'armes, etc.))
- Zone d'entrée (environ 400 mètres carrés)

## Direction

### Liste des chefs de police
West Riding Constabulary
- Major-général Llewellyn William Atcherley (1908-1919)
- Capitaine Henry Studdy (1944 à 1959)
- George Edward Scott (1959 à 1969) [16]

West Yorkshire Constabulary (1968)
- Ronald Gregory (1969 à 1983)

West Yorkshire Police (1974)
- Sir Colin Sampsom (1983 à 1988)
- M. Peter Nobes (1988 à 1993)
- Keith Hellawell (1993 à 1998)[17]
- Alan Charlesworth (1998 à 1999)
- Graham Moore (1999 à 2002)
- Colin Cramphorn (septembre 2002 à novembre 2006)
- Sir Norman Bettison (janvier 2007 à octobre 2012)
- Mark Gilmore (avril 2013 à août 2016) [18]
- Dee Collins (nommé en novembre 2016) [chef de police temporaire entre juin 2014 et novembre 2016)
- John Robins (nommé en juin 2019)

### Liste des West Yorkshire Police and Crime Commissioners
- Mark Burns-Williamson (novembre 2012 à ce jour) : premier PCC

## Anciennes divisions
Le changement le plus récent à la structure divisionnaire a été la réduction de huit divisions de police à cinq districts de police. Le tableau ci-dessous montre la structure divisionnaire de 2008 à 2014 (montrant les derniers commandants divisionnaires et postes au point de cessation).
| Identifiant | Division                  | Gares | Zone couverte                                                                              | Commandant divisionnaire                 |
| ----------- | ------------------------- | --- | ------------------------------------------------------------------------------------------ | ---------------------------------------- |
| AA          | North West Leeds          | Weetwood (QG divisionnaire), Pudsey, Woodhouse Lane (Woodhouse, Leeds) et Otley                           | couvrant le nord et l'ouest de Leeds                                                       | Surintendant principal David Oldroyd     |
| BA          | North East Leeds          | Stainbeck (QG divisionnaire), Killingbeck, Wetherby & Garforth                                            | couvrant le nord et l'est de Leeds, Wetherby, Boston Spa, Garforth, Methley et Micklefield | Surintendant Martin Snowden              |
| CA          | City & Holbeck            | Holbeck (QG divisionnaire), Millgarth (Leeds City Centre), Morley & Rothwell                              | couvrant le centre et le sud de Leeds                                                      | Surintendant principal Paul Money        |
| DA          | Wakefield                 | Wood Street (QG divisionnaire) (Wakefield City Centre), Pontefract, Normanton, Castleford et South Kirkby | couvrant la région du district métropolitain de Wakefield                                  | Surintendant principal Andy Battle       |
| EA          | Kirklees                  | Huddersfield (QG divisionnaire), Dewsbury et Holmfirth                                                    | couvrant la région du district métropolitain de Kirklees                                   | Surintendant principal Steve Cotter      |
| FA          | Calderdale                | Halifax (QG divisionnaire), Brighouse et Todmorden                                                        | couvrant la région du district métropolitain de Calderdale                                 | Surintendant principal Chris Hardern     |
| GA          | Bradford South            | Trafalgar House (QG divisionnaire) et Manningham (Lawcroft House)                                         | couvrant Central et South Bradford                                                         | Surintendant principal Simon Atkin       |
| HA          | Airedale & North Bradford | Keighley (QG divisionnaire), Ilkley, Shipley & Eccleshill                                                 | couvrant North Bradford et Keighley                                                        | Surintendante principale Angela Williams |

Depuis le milieu des années 1990, il y avait dix-sept divisions géographiques au sein de la West Yorkshire Police; cependant, à partir de 2000, le nombre de divisions a diminué, pour aligner leurs frontières à celles des municipalités.

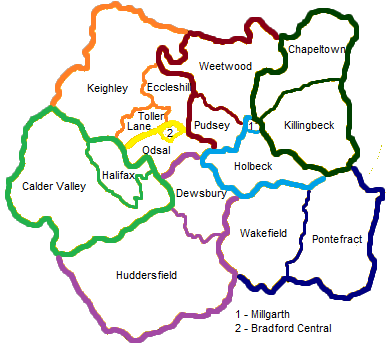
17 anciennes divisions de la West Yorkshire Police

La grille ci-dessous présente les fusions des anciennes divisions avec les huit divisions opérationnelles qui ont cessé en avril 2014,,,,,,,,,,,,,,,,,,.

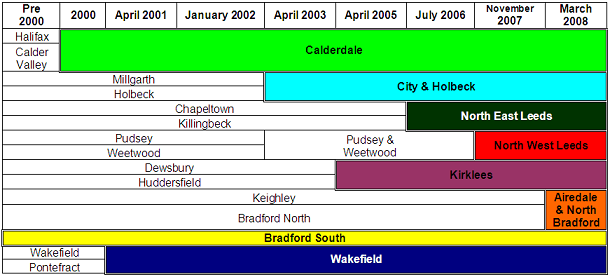
Anciennes divisions de West Yorkshire Police de 2000 à 2014.

## Affaires notables
- La chasse au Yorkshire Ripper (1975 à 1981)
- Émeutes de Chapeltown (1975, 1981 et 1987)
- Émeutes à Bradford (2001)
- Émeute de Harehills (2001)
- Chasse au meurtrier David Bieber (2003)
- La disparition de Shannon Mathews (2008)
- Le meurtre de Jo Cox, député (2016)
- Agression contre des réfugiés syriens, Almondbury Community School (2018)

## Officiers tués dans l'exercice de leurs fonctions
Le Police Memorial Trust liste et commémore tous les policiers britanniques tués dans l'exercice de leurs fonctions et, depuis sa création en 1984, a érigé plus de 38 monuments commémoratifs à certains de ces policiers.
Depuis l'année 1900, le Trust indique que les officiers suivants de la West Yorkshire Police sont décédés au cours de leurs fonctions en tentant d'empêcher, d'arrêter ou de résoudre un acte criminel.
- PC Mark Goodlad, 2011, (Assistait un automobiliste sur le M1 lorsqu'un poids lourd l'a frappé et son véhicule de police) [47]
- PC Conal Daood Hills, 2006 (mortellement blessé lorsque son véhicule s'est écrasé lors d'une poursuite policière)
- PC Sharon Beshenivsky, 2005 (abattu lors d'un vol) [48]
- PC Ian Nigel Broadhurst, 2003 (abattu par David Bieber) [49]
- PC David Sykes, juillet 1986, heurté par un camion sur le côté du M62 près de Brighouse [50]
- Sgt John Richard Speed, 1984 (abattu; a reçu à titre posthume la mention Queen's Commendation for Brave Conduct)
- Sgt Michael Hawcroft, 1981 (poignardé; a reçu à titre posthume la mention Queen's Commendation for Brave Conduct) [51],[52]
- Insp. Barry John Taylor, 1970 (abattu; décerné à titre posthume la mention Queen's Commendation for Brave Conduct) [53],[54]

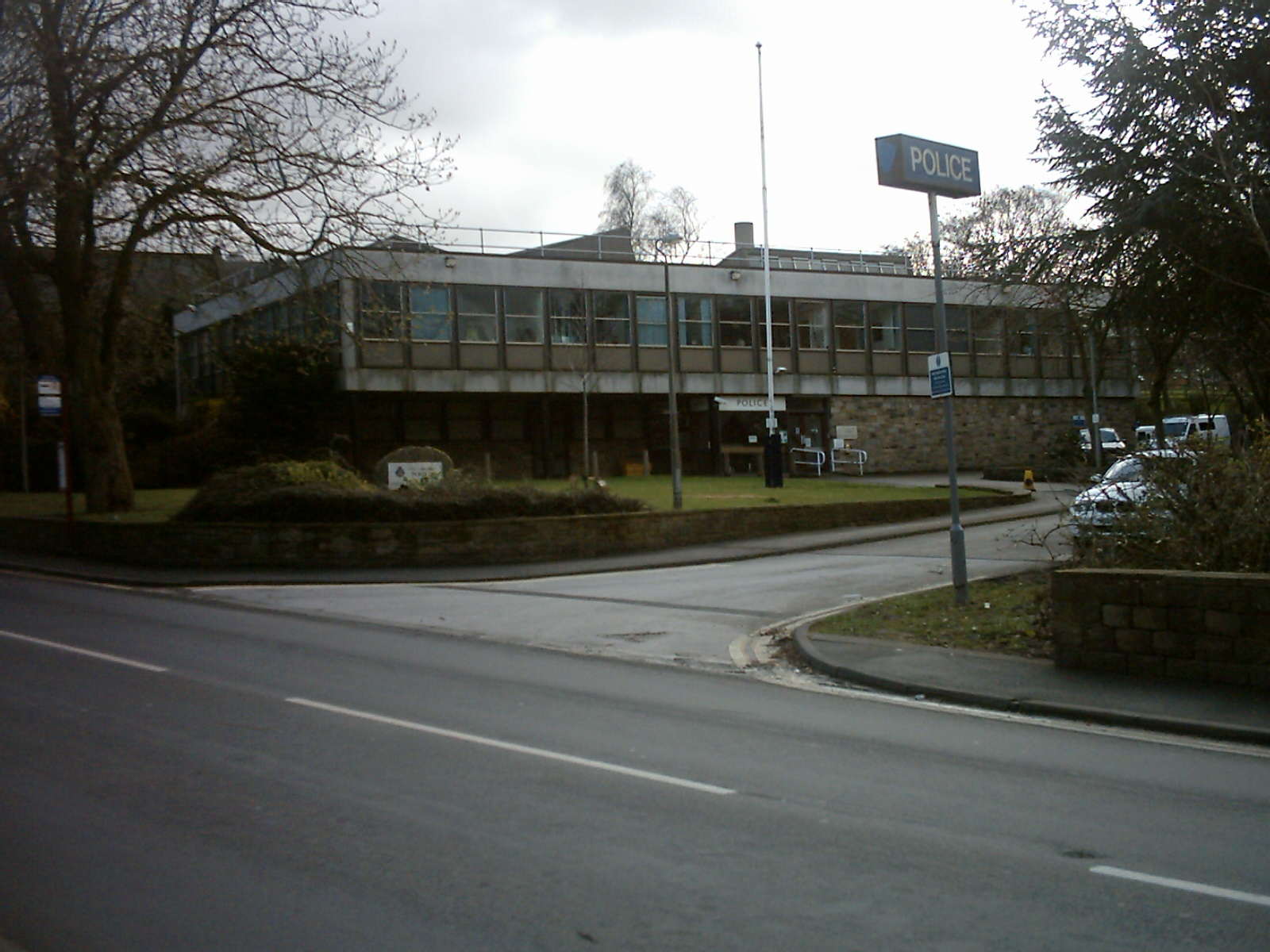
Commissariat de police de Otley

### Vidéos
- Site Web de vidéos de la police du West Yorkshire
- Chaîne YouTube West Yorkshire